# Суньига, Хуан Хосе
Хуан Хосе Суньига (исп. Juan José Zúñiga) — боливийский генерал, возглавивший неудавшуюся попытку государственного переворота в 2024 году.

## Биография
Занимал пост командующего сухопутными войсками с ноября 2022 года до своего увольнения в июне 2024 года. 24 июня 2024 года объявил, что Боливийские вооружённые силы арестуют бывшего президента Эво Моралеса, если он будет баллотироваться в качестве кандидата на следующих президентских выборах в 2025 году. И добавил, что Конституция Боливии не позволит тому вернуться к власти. 
После этих заявлений был освобождён от должности командующего и предпринял попытку переворота.  Группа военных во главе с недавно отправленным в отставку генералом ворвалась в здание правительства Боливии. По словам самого генерала, он планировал сменить кабинет министров, освободить политзаключенных и восстановить демократию в стране. Однако государственный переворот провалился и генерал был задержан по распоряжению генеральной прокуратуры.